# 上大岡トメ
上大岡 トメ（かみおおおか とめ、1965年 - ）は日本のイラストレーター、エッセイスト。地震学者で、京都大学大学院理学研究科教授の久家慶子は実姉。

## 略歴
東京都生まれ。神奈川県横浜市育ち。山口県宇部市在住。
神奈川県立光陵高等学校卒業。1988年、東京理科大学工学部建築学科卒業。大成建設勤務を経てイラストレーターとなる。一級建築士資格を所有。神様マニア。
2004年7月に出した『キッパリ! たった5分で自分を変える方法』（幻冬舎）が100万部を超えるベストセラーになる。2005年11月には、第2弾『スッキリ! たった5分間で余分なものをそぎ落とす方法』が発売された。
著書「キッパリ!」にて、情報万引き（デジタル万引き含む）を推奨すると解釈できる内容が含まれており、書店業界・インターネット上で問題視されたことがある。該当部分は、その後訂正されている。また、『キッパリ!』はその後TBS系でドラマ化された。
現在は、「ほぼ日刊イトイ新聞」や「Shes.net」などで連載している。また、エフエム山口のキャラクター「緑山タイガ」のデザインも手がけた。
進研ゼミ小学講座やこどもちゃれんじの保護者向け情報誌のさし絵も手掛ける。
2007年1月から福岡県のCROSS FMの番組『クロサタX』内のコーナー「新ことわざ研究所」で研究所長を務めている。なおコーナー開始以前にも同番組にゲスト出演したことがある。
趣味は神社さんぽ、バレエ、ヨーガ。特技はいい姿勢を保つこと。

## 作品
- ほげほげ 赤ちゃんとなかよしになる50の研究（1996年、ベネッセコーポレーション）
- みはらさんの柔道日記（2000〜2001年、三原昌靖・文、上大岡トメ・挿絵 ベースボール・マガジン社「近代柔道」）
- キッパリ! たった5分で自分を変える方法（2004年、幻冬舎）
- ふくもの―「幸せお届けします」（2004年、小学館）
- しろのあお 小学生に学ぶ31コのこと（2005年、飛鳥新社）
- スッキリ! たった5分間で余分なものをそぎ落とす方法（2005年、幻冬舎）
- しろのあお 2 小学5年生編（2006年、 飛鳥新社）
- これでもかーちゃんやってます（2007年、筑摩書房)
- のうだま―やる気の秘密(2008年、幻冬舎)脳研究者・池谷裕二との共著
- トメさんちの愛犬マヤ（2009年、飛鳥新社）
- トメさんちの前向きごはん（2010年、メディアファクトリー）
- 生き延びるための地震学入門（2011年、幻冬舎）　実姉である上大岡アネこと久家慶子との共著
- 日本のふくもの図鑑（2015年、朝日新聞出版）
- 宿坊さんぽ（2015年、KADOKAWA/角川書店）
- コチャレ! 小さいチャレンジで次の扉を開ける（2015年、講談社）
- のうだま2 記憶力が年齢とともに衰えるなんてウソ! (2016年、幻冬舎文庫)脳研究者・池谷裕二との共著
- 祭りさんぽ (2017年、幻冬舎)
- 縁切り神社でスッキリ! しあわせ結び （2019年、WAVE出版）
- 老いる自分をゆるしてあげる。（2019年、幻冬舎）
- マンガで解決　親の介護とお金が不安です（2021年、主婦の友社）

## テレビ出演
- グラン・ジュテ 私が跳んだ日（2011年4月21日、NHK教育）
- どきどきマルシェ （2013年12月28日放送[5]等、yab山口朝日放送）